# Eric Isenburger
Eric Isenburger né le 17 mai 1902 à Francfort-sur-le-Main mort le 26 mars 1994 à New York. Peintre figuratif américain d'origine allemande, marié à Jula Elenbogen avec qui il travaillera. Son art est critiqué par les nazis en 1933. Il émigre dans le sud de la France (Nice), en 1941 il quitte l'Europe avec sa femme pour l'Amérique.

## Œuvres
- Paeonia, 1945.
- Portrait d'Esther Everett Lape.
- Couple à l'enfant sur la plage.